# Jean-Daniel Kieffer
Pour les personnes ayant le même patronyme, voir Kieffer.
Jean-Daniel Kieffer est un linguiste orientaliste français né à Strasbourg le 4 mai 1767 et mort le 29 janvier 1833 à Paris. 

Il fut Second secrétaire interprète pour les langues orientales au ministère des Affaires étrangères sous Napoléon Ier puis premier secrétaire interprète sous Louis XVIII. Il fut à l’initiative du Dictionnaire turc-français à l’usage des agents diplomatiques et consulaires, des commerçants, des navigateurs, et autres voyageurs dans le Levant.* 

Il fut suppléant puis titulaire de la chaire de langue turque au Collège de France entre 1805 et 1833.

## Biographie
Baptisé en la paroisse protestante de Saint-Pierre-le-Jeune, il est le fils de Jean Frédéric Kieffer, bourgeois mesureur de grains au chapitre de Saint-Thomas de Strasbourg et de Eve Ott.
Il fait ses études classiques au gymnase protestant de Strasbourg et se destinant à la carrière de pasteur évangélique est admis pour les études théologiques au collège Saint-Guillaume.
Il y découvre les langues et les littératures orientales qui outre l’hébreu faisaient alors partie de l’instruction théologique de l’église évangélique. Il eut pour professeurs, Jean-Frédéric Oberlin, Jean Georges Dahler et Jean Schweighaeuser dont il fut le collaborateur.
En 1788, Il quitte Strasbourg pour Paris et travaille en tant que gouverneur d’enfants dans une maison particulière.
Il s’engage comme volontaire dans la 1re compagnie du 2e bataillon de la Garde nationale à Saint-Germain-en-Laye le 26 mars 1793.

### Début de carrière au ministère des Relations extérieures
Par l’entremise d’un ami de sa famille, Charles Rosenstiel, secrétaire interprète au ministère des Relations extérieures et qui deviendra plus tard son beau-père, il est attaché le 13 Frimaire An III (23 novembre 1794) au secrétariat de la commission des Relations extérieures du Comité de salut public, en qualité de traducteur d’allemand. 

Il est chargé par André-François Miot, commissaire des Relations extérieures, de rédiger un recueil de tous les traités, manifestes, notes et actes diplomatiques qui ont paru en Europe depuis la révolution française.
En janvier 1795, il présente à la commission des Affaires étrangères un projet pour la collection des actes politiques conclus entre la France et les puissances étrangères et par les puissances étrangères entre elles.
Le projet est approuvé et fixe sur son auteur l’attention du gouvernement.
Le 13 Ventôse an IV (3 mars 1796), grâce à l’appui de Jean-François Reubell, directeur du corps législatif, et en raison de sa connaissance des langues d’Orient, il est nommé par Charles-François Delacroix, deuxième secrétaire interprète de la légation de la République française près la Porte ottomane à Constantinople.
Il s’embarque le 17 septembre 1796 sur la Bella Giovina avec le nouvel ambassadeur de France, Aubert du Bayet.

### Mission à Constantinople
À Constantinople il se lie d’amitié et devient l’élève de Pierre Ruffin, orientaliste renommé et Premier secrétaire interprète de la légation. Il rencontre cependant l’hostilité de l’ambassadeur et des autres interprètes de l’ambassade car il n’est ni ancien élève de l'École des jeunes de langues, ni issu d’une famille française du Levant.
Le 2 septembre 1798, à la suite de la bataille d’Aboukir et du débarquement des troupes françaises en Égypte, à l’époque partie intégrante de l’Empire ottoman, il est fait prisonnier sur ordre de Sélim III avec Ruffin et l’ensemble de la légation française à Yedi Kule (château des Sept Tours).
Durant trois années il met à profit sa captivité dans le perfectionnement de ses connaissances des langues arabe, persane et surtout turque sous la direction de son supérieur et ami Pierre Ruffin et avec l'aide de Joseph Dantan, fils de drogman. Il tient le livre de comptes de la communauté, met sa bibliothèque personnelle à disposition des prisonniers et enseigne les langues à ses compagnons, notamment l’allemand au capitaine de Richemont et le grec ancien à François Pouqueville. Cette communauté forcée compte entre autres Jean-Bon Saint André, Alexandre Gérard et de La Salcette. Ils sont libérés le 26 août 1801, mais la légation n’a pas la permission de retourner en France et séjourne à Péra. Il assiste Ruffin aux conférences que celui-ci tient avec le commissaire turc Ibrahim Besim Effendi pour obtenir du gouvernement ottoman la restitution aux Français des biens immeubles religieux et commerciaux saisis durant la guerre.
Par arrêté du premier consul sur demande du ministre Talleyrand, il est nommé secrétaire interprète le 29 fructidor an X (16 septembre 1802).
Sur proposition du nouvel ambassadeur de France à Constantinople, le général Brune, il est choisi pour accompagner à Paris l’envoyé du sultan et ambassadeur Mehmet Sait Halet Efendi.
L’ambassadeur ottoman craignant le trajet par bateau, c’est par la terre au cours d’un périple de 71 jours commençant le 14 juillet 1803 et passant par la Bulgarie, la Roumanie, la Hongrie, l’Autriche et l’Allemagne que le voyage fut effectué. Le 22 septembre 1803, il retrouve enfin Paris après sept années passées au Levant.

### Deuxième partie de carrière au ministère des Affaires étrangères et au Collège de France
En février 1804 il est nommé secrétaire interprète pour les langues orientales auprès du ministère des Affaires étrangères. La traduction des lettres adressées au gouvernement français par les princes orientaux et barbaresques lui incombe officiellement. Un grand nombre de pièces traduites figurant dans le tome II de la Correspondance des Deys d’Alger avec la Cour de France porte mention de son nom en qualité de secrétaire interprète. Sur décision de Talleyrand, l’assemblée du Collège de France le nomme à l’unanimité, le 11 novembre 1805, professeur suppléant de Pierre Ruffin, alors chargé d’affaires à Constantinople, à la chaire de langue turque du Collège de France ; la chaire de persan étant suppléée par Silvestre de Sacy.

En 1806, il est chargé par le comte d’Hauterive, avec ses collaborateurs Pusich et Belletête, de traduire en turc et de surveiller l'impression des bulletins de la Grande Armée pour les campagnes de 1805 contre l’Autriche et en 1808, des campagnes de 1806-1807 contre la Prusse et la Russie ainsi que les deux traités de Tilsit.

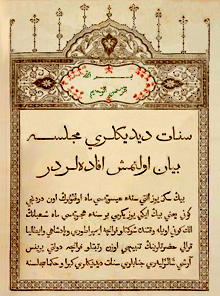
Traduction en langue turque des Bulletins de la Grande Armée, campagne de 1805 ou 1220 de l'hégire.

En août 1807, il est chargé de mission par le ministre Talleyrand auprès de l’ambassadeur du Maroc El Hadji Idris Rami en mission diplomatique en France. Il accompagne celui-ci de Marseille à Paris, puis en octobre de la même année de Paris à Bayonne pour le voyage retour.
Le 10 novembre 1808, il devient membre du premier consistoire luthérien de la confession d’Augsbourg.

### Le dictionnaire turc-français
En 1811, Napoléon, le comte d’Hauterive, directeur de la deuxième division politique et le duc de Bassano, ministre des Affaires étrangères, s’intéressent au projet de Kieffer et Ruffin de réaliser un dictionnaire turc-français. La France, à la suite des récentes conquêtes en Dalmatie et du rétablissement des relations diplomatiques avec la Porte, veut encourager le commerce entre les deux empires. Jean-Daniel Kieffer commence la rédaction de ce qui deviendra le Dictionnaire turc-français à l’usage des agents diplomatiques et consulaires, des commerçants, des navigateurs, et autres voyageurs dans le Levant *.
Préparées par ses soins, les feuilles du dictionnaire sont envoyées régulièrement par les courriers du ministère à Constantinople à Pierre Ruffin qui les annote et les corrige avant de les renvoyer à Paris. Le dictionnaire ne sera publié qu’en 1835 pour le premier tome et 1837 pour le second tome, quatre ans après sa mort, par son collaborateur Xavier Bianchi.
Malgré la Restauration, le 22 janvier 1815, Jean-Daniel Kieffer est nommé chevalier de la Légion d’honneur.
Par ordonnance royale du 18 décembre 1816, il est nommé Second secrétaire interprète du roi Louis XVIII pour les langues orientales.

### Fin de carrière et traduction du Nouveau et de l'Ancien Testament en langue turque
Le 2 août 1817, il embarque pour Londres où il est chargé par la British and Foreign Bible Society de réviser une traduction du Nouveau Testament en turc, le manuscrit d'Ali Ufkî Bey, conservée à l’université de Leyde depuis le XVIIe siècle. Il se rend à Leyde puis à Berlin où le manuscrit est archivé et le ramène à Paris. L'université de Leyde consentit à prêter le manuscrit, et le gouvernement français leva tout droit d'entrée pour le papier et les caractères d'imprimerie qui furent envoyés de Berlin. Il retournera à Londres en mai 1819 avec la version révisée du nouveau testament en turc.
Il fut également chargé par le comité de la BFBS de surveiller l'édition et l'impression des livres saints en basque, en breton, en italien, en arménien et en syriaque et assura de 1820 à 1833, la direction de son dépôt pour la France. Pour la seule année 1832, 160 000 exemplaires des saintes écritures furent distribuées.
Le 16 juillet 1818, il est nommé membre du comité cantonal chargé de surveiller et encourager l’instruction dans les écoles de la religion luthérienne de Paris.
Par ordonnance royale du 16 novembre 1819, il est nommé Premier secrétaire interprète du roi pour les langues orientales et chargé de la direction de l'École des élèves interprètes du gouvernement attaché au collège royal Louis-le-Grand. Il entame la traduction de l'Ancien Testament en langue turque.
Par ordonnance royale du 11 septembre 1822, il est promu titulaire, en remplacement de Pierre Ruffin installé définitivement à Constantinople, de la chaire de langue turque du collège royal de France.
Le 4 novembre 1822, il est nommé membre du comité de la Société des missions évangéliques de Paris chez les peuples non chrétiens.
En 1825, il est chargé par le baron de Damas d’accueillir et d’accompagner Sidi Mahmoud, envoyé diplomatique du Bey de Tunis, Hussein II Bey, au sacre de Charles X.
Par ordonnance royale du 23 août 1829, et à la suite d'une loi de finance publique, il se voit contraint de faire valoir ses droits à pension de retraite de son poste de Premier secrétaire interprète du roi pour les langues orientales.
Il est cependant autorisé à continuer d’exercer ces fonctions de professeur de langue turque au Collège de France, poste qu’il occupa jusqu’à sa mort.
En 1831 il est élu vice-président de la Société asiatique.
Il meurt du choléra à Paris, à l’âge de 65 ans, le 29 janvier 1833. Ses obsèques eurent lieu le 31 janvier au Temple réformé des Billettes, il est inhumé au cimetière du Père-Lachaise.

## Œuvres
- Bulletins de la Grande Armée, campagne de 1805 ou 1220 de l'hégire , Traduits et publiés en langue turque. Paris 1806. Imprimerie Impériale.
- Bulletins de la Grande Armée, bulletins des événements et combats qui ont eu lieu entre la Prusse et ses alliés, et les Français et leurs alliés, pendant les années 1806 et 1807. Traduits et publiés en langue turque sous le titre : Tarih-i iseviyenin bin sekiz yüz alti ve yedi senesi yani tarih-i hicrinin bin ihi yüz yirmi bir ve iki senesinde Françe ve müttefikleri ile Prusya ve müttefikleri beyinlerinde vaki olen cenk ve sefere dair havâdisnâmelerin tercümesidir. 2 tomes en un volume in-4°, 328 pp.; 259 pp. Paris, 1808. Imprimerie impériale.
- Le Nouveau Testament en langue turque : Kitab al- Ahd al-Jadid al-mansub ila Rabbina Isa al-Masih. Paris, Imprimerie Royale In-8° 1819. Réimprimé en 1828 In-4°. Imprimé pour le compte de la British and Foreign Bible Society.
- L'Ancien Testament en langue turque : Kitāb-i mukaddes. Paris, Imprimerie Royale In-4° 1827 - 1302 pages. Imprimé pour le compte de la Société biblique britannique et étrangère.
- Dictionnaire Turc-Français à l’usage des agents diplomatiques et consulaires, des commerçants, des navigateurs, et autres voyageurs dans le Levant. Tome I (1835) & tome II (1837), Imprimerie royale, Paris.

## Sources et références
- Un orientaliste alsacien, Jean-Daniel Kieffer, Communication faite au congrès des sociétés savantes le 28 mai 1920 par M. Henri Dehérain. Extrait du Bulletin de la Section Géographie, 1920. Paris, Imprimerie Nationale. Dep. Hist. Sc. BNF.
- Catalogue Des Livres, Imprimés Et Manuscrits De La Bibliothèque De Feu M. Kieffer, Ancien Premier Secrétaire-Interprète du Roi pour les langues orientales, Professeur de langue turque au Collége Royal de France : Dont la vente se fera le lundi 21 octobre 1833. Imprimerie de Guiraudet, librairie de Silvestre, no 32 Rue Des Bons-Enfants. 108 pages In-8° 1833.
- Deux Alsaciens bons français, Charles Rosenstiel et Jean-Daniel Kieffer, par Charles Achard, Membre de l'Institut et de l'Académie de médecine. Archives de la Bibliothèque de l'Académie de médecine. 1942.
- Des Rosenstiel aux Kieffer, Essai généalogique par Michel Kieffer. Extrait de Pays d'Alsace, Société d'Histoire et d'Archéologie de Saverne et Environs. Cahier no 197 IV 2001.